# Mayetiola hellwigi
Mayetiola hellwigi är en tvåvingeart som först beskrevs av Ewald Rübsaamen 1912.  Mayetiola hellwigi ingår i släktet Mayetiola och familjen gallmyggor. Inga underarter finns listade i Catalogue of Life.